# ニントゥアン第一原子力発電所
ニントゥアン第一原子力発電所（ニントゥアンだいいちげんしりょくはつでんしょ、ベトナム語：Nhà máy điện hạt nhân Ninh Thuận 1 / 家𣛠電籺仁寧順𠬠）は、ベトナム中南部ニントゥアン省トゥアンナム県フオックジン村に建設が予定されていた原子力発電所。

## 概要
ベトナム社会主義共和国の進める「大型電力開発プロジェクト」の1つで、水力発電所頼みの慢性的な電力不足から、2000年代に入ると建設計画が具体化。ニントゥアン第二原子力発電所と伴に、各国政府（ロシア・中国・韓国・フランス・日本）および原子炉製造企業の売り込みが活発になった。
主導権争いの結果、ロシアが主導権を握ることとなり、2009年12月、両国政府が協定を結び事実上の開発が開始した。2011年12月2日に、ロシアの原子力企業ロスアトムが、ベトナムでの原発建設に合意したと発表した。なおこれに伴い、ロシアから90億ドルの支援が行われると報道された。
発電所は、1号機と2号機からなる総発電量2,000メガワットを計画、着工は2014年末、完成は2020年頃を予定していた。しかし東日本大震災を受け、建設計画が見直され、建設は2016年3月、完成は2028年にずれ込むと、ベトナム政府は発表した。
2016年11月22日、ベトナム政府は「財政難と住民の反対」を理由に、ニントゥアン第二原子力発電所と伴に、原子力発電所建設計画の中止を決めた。